# Кхмерська мова
Кхме́рська мо́ва (кхмер. ភាសាខ្មែរ, інша назва — камбоджійська) — мова мон-кхмерської мовної родини, якою розмовляють кхмери, основний народ Камбоджі. Крім Камбоджі, де кхмерська мова є офіційною, нею розмовляють також значні громади у В'єтнамі та Таїланді, а також кхмерські емігранти в США та Європі. Загальна кількість носіїв мови оцінюється від 15,7 до 21,6 млн. Друга за кількістю носіїв австроазійська мова після в'єтнамської.

## Чисельність носіїв і поширення
Майже все населення Камбоджі розмовляє кхмерською мовою. Для етнічних кхмерів вона є першою мовою, для національних меншин країни — другою. За даними перепису населення 2019 року чисельність носіїв кхмерської мови в Камбоджі становила 14 893 134 особи, це 95,8 % населення країни.
Кхмерською говорить також кхмерське населення в сусідніх з Камбоджею районах Таїланду та В'єтнаму. У В'єтнамі кхмери розселені в дельті Меконгу на півдні країни: в провінціях Анзянг, Бакльєу, Камау, Біньзионг, Біньфиок, Донгтхап, Хаузянг, Кьєнзянг, Лонган, Шокчанг, Тейнінь, Чавінь, Віньлонг, у містах Кантхо та Хошимін. За даними перепису населення 2009 року їх нараховувалось тут 1 260 640 осіб. Майже всі вони, крім рідної, користуються також в'єтнамською мовою. Чисельність носіїв кхмерської мови в Таїланді, за оцінкою університету Магідол (англ. Mahidol University, Таїланд), 2006 року становила близько 1,4 млн осіб. Вони проживають переважно в східних провінціях Сурін, Бурірам, Сісакет та ін., що межують із Камбоджею. Сфера використання кхмерської мови та її чисельність носіїв постійно скорочуються. На селі більшість тайських кхмерів є двомовними, в містах вони зазвичай користуються лише тайською. Поширена також ісанська (північно-східна тайська) мова, діалект лаоської.
Певне поширення кхмерська мова має серед частини населення на півдні Лаосу. Кхмерською розмовляють також представники камбоджійської діаспори в США, Франції, Австралії та деяких інших країнах Заходу.

## Класифікація
Кхмерська мова належить до східної гілки мон-кхмерських мов австроазійської мовної сім'ї. Сотні певною мірою споріднених їй діалектів розкидані на більшій частині материкової частини Південно-Східної Азії.
Діалектні відмінності на території Камбоджі незначні. Розрізняють дві основні групи діалектів: північно-західну та південно-східну. Остання включає пномпеньський діалект, базовий для сучасної літературної кхмерської мови, яку ще називають стандартною кхмерською або центрально-кхмерською. Вона є мовою шкільного навчання в Камбоджі. У В'єтнамі поширені центрально-кхмерський та південно-кхмерський діалекти. Останній, який ще називається кхмер-кром або нижньо-кхмерським, є рідним для місцевого населення. Для кхмерських діалектів на території В'єтнаму характерна велика кількість синтаксичних та лексичних запозичень із в'єтнамської мови.
Діалекти Таїланду та північно-західні діалекти в Камбоджі зберегли ряд архаїчних рис та зазнали значного впливу з боку тайських мов (тайської та лаоської). Багато дослідників вважає таїландський різновид окремою північно-кхмерською мовою. Є різні свідчення стосовно того, наскільки ці дві кхмерські мови є взаємно зрозумілими. Вважають, що носії північно-кхмерської мови більш-менш розуміють інші кхмерські діалекти, але тим, хто розмовляє стандартною кхмерською, важко зрозуміти північно-кхмерську мову, якщо вони не стикалися з нею раніше. Причиною тому є відмінна вимова, північно-кхмерський акцент відразу відчувається в Камбоджі. Причини виділення окремої північно-кхмерської мови мають переважно політичний характер. Північні кхмери намагаються дистанціювати себе від камбоджійців, зазвичай не називають себе кхмерами, вони воліють бути тайцями, а свою мову називають регіональним діалектом і всіляко підкреслюють її відмінність від камбоджійської кхмерської. Стандартним для північно-кхмерської мови вважається сурінський діалект.

## Історія

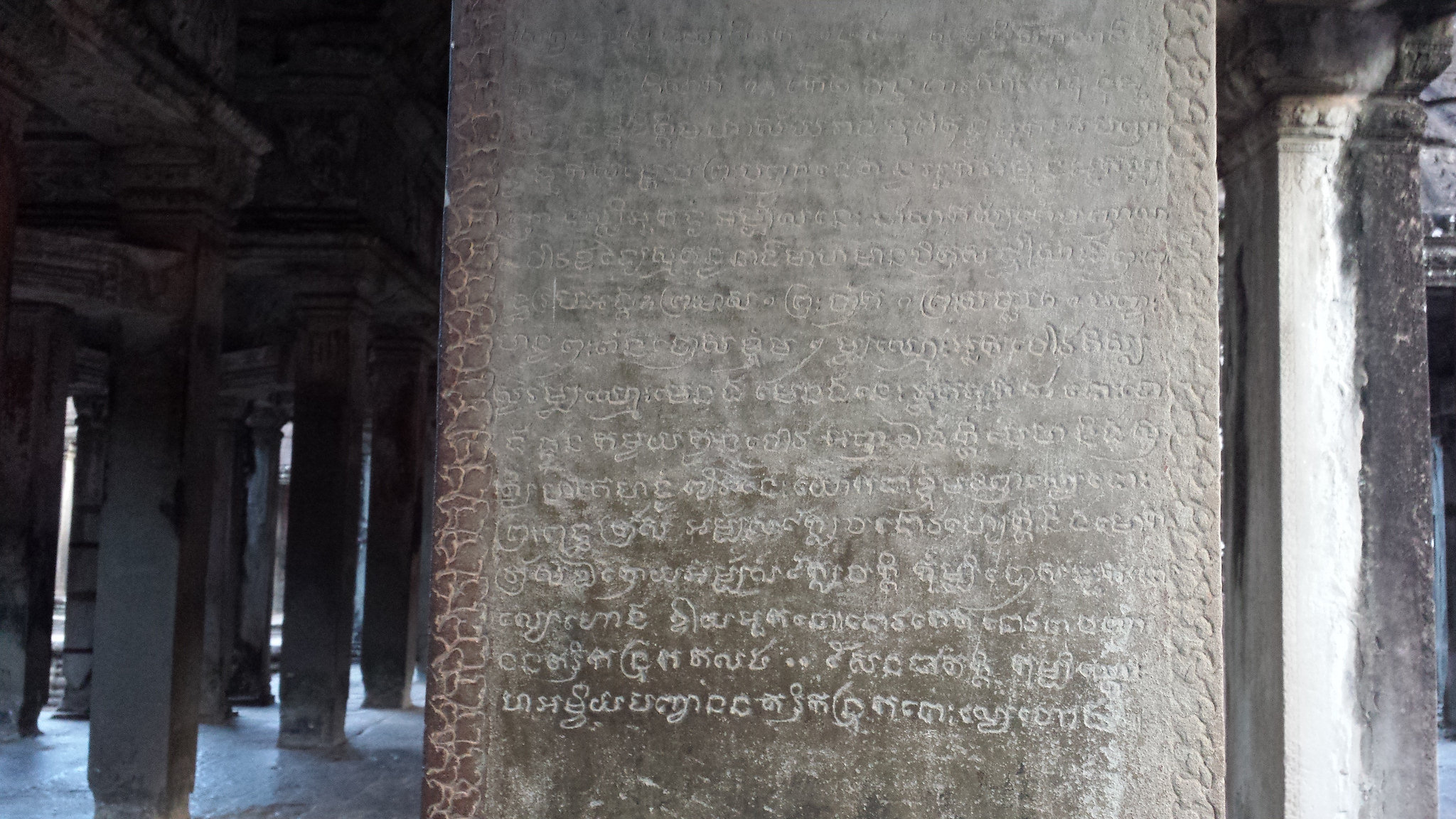
Написи кхмерською на камені в храмі Ангкор-Ват.

Історично розрізняють старокхмерську (VII—XIV ст.), середньокхмерську (XV—XIX ст.) та сучасну кхмерську (з XIX ст.) мову.
Найдавніша пам'ятка кхмерської мови — це напис на камені, знайдений в окрузі Ангкорборей провінції Такео, на південь від Пномпеня. Він датується 611 р. і належить до доби держави Ченла. Поряд із кхмерською мовою для записів текстів кхмерською елітою до приходу буддизму використовувався санскрит.
Середньокхмерська мова збігається з поширенням буддизму гілки тхеравада й прийняла багато запозичень із палі.

## Фонетика
Для кхмерської фонетики характерні багатий вокалізм і порівняно бідний консонантизм.
Як і всі австроазійські мови, сучасна кхмерська мова має складну систему голосних. Хоча було опубліковано кілька словників, немає єдиної думки щодо її фонематичної системи голосних. В результаті майже кожен словник наводить свою фонематичну транскрипцію. Основна причина розбіжностей полягає у визнанні або невизнанні існування контрасту між придиховим та чистим типами фонації. Такий контраст був втрачений у кхмерських діалектах на території Камбоджі, але його залишки спостерігаються в діалектах східного Таїланду.
Кхмерські голосні бувають довгими або короткими, цей контраст поширюється й на дифтонги. Всього кхмерська має 8 коротких голосних (i, e, ɨ, ə, a, ɑ, u, o), 10 довгих (i:, e:, ɛː, ɨ:, ə:, a:, ɑː, u:, o:, ɔː), 3 коротких дифтонги (ĕə, ŭə, ŏə) і 10 довгих дифтонгів (iə, ɨə, uə, ei, əɨ, ou, ae, aə, ao, ɔe); всього 31 голосний.
|                            | Переднього ряду | Середнього ряду | Заднього ряду |
| Високого підняття          | i; i:           | ɨ; ɨ:           | u; u:         |
| Високо-середнього підняття | e; e:           | ə; ə:           | o; o:         |
| Низько-середнього підняття | ɛː              |                 | ɔː            |
| Низького підняття          |                 | a; a:           | ɑ; ɑː         |

Кхмерська мова 21 приголосну фонему.
|              |                     | Губні | Ясенні | Середньопіднебінні | Задньоязикові | Гортанні |
| Проривні     | Глухі               | p; pʰ | t; tʰ  | tʃ; tʃʰ            | k; kʰ         | ʔ        |
| Проривні     | Дзвінкі             | b     | d      |                    |               |          |
| Фрикативні   | Глухі               |       | s      |                    |               | h        |
| Носові       | Носові              | m     | n      | ɲ                  | ŋ             |          |
| Плавні       | Боковий апроксимант |       | l      |                    |               |          |
| Плавні       | Дрижачий            |       | r      |                    |               |          |
| Апроксиманти | Апроксиманти        | w     |        | j                  |               |          |

За акустичною ознакою розрізняють глухі (p, t, tʃ, k, ʔ, s, h), дзвінкі (b, d, r, l, w, j) та глухі придихові (pʰ, tʰ, tʃʰ, kʰ) приголосні. Для губних та ясенних проривних звуків існує контраст між глухим аспірованим (придиховим), глухим неаспірованим та дзвінким звуком. Відповідно, наприклад, /p/, /b/ і /pʰ/ є різними фонемами. Натомість середньопіднебінні африкати та задньоязикові проривні виявляють контраст лише між глухими неаспірованими та аспірованими звуками. Відмінність між глухими неаспірованими та аспірованими проривними можна знайти лише в позиції на початку складу або між голосними. Глухі аспіровані приголосні можна також розглядати як кластери приголосних (/p/+/h/, /t/+/h/, /tʃ/+/h/, /k/+/h/, оскільки деякі слова мають інфікс між першим проривним і другим фрикативом /h/.
Питомі кхмерські слова є односкладовими або двоскладовими, лише деякі запозичені слова містять більше складів. У двоскладовому слові розрізняють головний та другорядний склади, другорядний склад завжди передує головному. Структура головного складу відповідає схемі П(П)ГП, другорядний склад може мати схему ПГП або П(r)Г. Таким чином, будь-який склад на початку має принаймні один приголосний звук. При цьому на початковій позиції може стояти будь-який приголосний, тоді як на кінці головного складу можуть бути лише /m/, /n/, /ɲ/, /ŋ/, /pʰ/, /tʰ/, /tʃʰ/, /kʰ/, /ʔ/, /w/, /j/, /h/ та /l/, а на кінці другорядного складу — взагалі лише носовий звук. Також обмеженим є перелік голосних, які можуть використовуватись у другорядному складі. Як необов'язковий елемент дрижачий /r/ може бути присутнім між початковим приголосним та голосним у другорядному складі типу П(r)Г. Короткий голосний зустрічається тільки в закритому складі, за ним повинен стояти кінцевий приголосний складу, тоді як довгий голосний може зустрічатися як у відкритому, так і в закритому складі.
Характерним для кхмерської мови є те, що вона допускає скупчення приголосних на початковій позиції головного складу. Такий кластер може складатися з двох або трьох (якщо присутній придиховий звук і він сам розглядається як кластер) приголосних. Загалом можливі 84 комбінації таких кластерів.
Кхмерська мова виявляє ряд регулярних фонетичних змін. Наприклад, дзвінкі проривні в кінці складу або слова стають глухими, а аспіровані проривні — неаспірованими, голосні /i/ та /e/ в закритому складі змінюються на /Ɨ/ та /ə/ відповідно.
Дрижачий /r/ на кінці слова не вимовляється, за винятком північно-кхмерського діалекту в Таїланді. Звук /f/ зустрічається лише в запозичених словах.
Слухачеві важко визначити наголос у кхмерських словах. Головний склад вимовляється з наголосом, тоді як другорядний лишається ненаголошеним. Наголошений склад часто, але не завжди, вимовляється голосніше, ніж ненаголошений. В ненаголошеному складі голосна зазвичай скорочується. Довжина голосного краще визначається на слух, ніж наголос. В деяких довших словах може бути більше одного наголосу.
Кхмерська мова відрізняється від інших мон-кхмерських мов тим, що вона не є тональною. Контраст між придиховою, скрипучою та чистою фонацією, що існував у старокхмерській мові, був втрачений. Залишки фонаційного контрасту спостерігаються лише в кхмерських діалектах східного Таїланду.

## Морфологія
Кхмерська мова в основному аналітична, словотвір досягається здебільшого приєднанням одного або щонайбільше двох афіксів на слово. Для давнього словотвору характерне використання префіксів, інфіксів, повторів (редуплікація), для сучасного — словоскладання й напівафіксація. Слово може мати префікс або інфікс, але не обидва разом. Як і інші мон-кхмерські мови, кхмерська не має суфіксів. Префіксація, інфіксація, допоміжні частки та редуплікація використовуються для каузативізації, деталізації, номіналізації, утворення неперехідних дієслів, утворення іменника з дієслова тощо, а також вказують на суб'єкт, об'єкт, інструмент, результат тощо. Часткова редуплікація дієслова виражає інтенсивність або повторення дії.
Кхмерська має такі частини мови: іменники, числівники, класифікатори (англ. Classifiers), демонстративи (англ. Demonstratives), займенники, дієслова, преверби (англ. Preverbs), прислівники, експресиви (англ. Expressives), сполучники, кінцеві частки. Можлива й подальша класифікація з урахуванням синтаксичного розподілу. Класифікаторів у кхмерській мові небагато, й вони рідко використовуються, лише для підрахунку людей, тварин, книг, будівель тощо. Є два демонстративи. Займенники є підкласом іменників, більшість із них вживаються також як іменники. Існують універсальні особові займенники, що служать для позначення першої, другої (чоловік або жінка) та третьої особи. Для позначення другої особи є різноманітні займенники, титули та терміни спорідненості, що враховують кілька рівнів ввічливості, близькість стосунків та відносне соціальне становище. Вказівні займенники розрізняють ближніх (свої, внутрішні) та дальніх (чужих, зовнішніх) осіб та предмети. Є також питальні й відносні займенники. Кхмерські дієслова поділяються на активні та статичні (прикметникові). Дієсловам можуть передувати преверби, які додають модальне значення, наприклад, «може», «повинен» тощо. За дієсловом можуть іти прислівники. Експресиви є підкласом прислівників, вони описують звуки, форми, рухи, емоції тощо. Кінцеві частки можуть стояти на кінці речення для позначення намірів та емоцій того, хто говорить.
Кхмерська мова є ізоляційною й не має словозміни будь-якого роду. Ці функції здійснюються розташуванням слів у реченні та їхньою належністю до певної частини мови. Іменники не мають відмінка, роду або числа, також в кхмерській мові немає артиклів. За іменником ідуть їхні модифікатори, це може бути інший іменник або статичне дієслово. Число або рід іменника можна визначити з контексту або шляхом використання певних слів, наприклад, «деякі» або «всі», «чоловік» або «жінка». Форма множини утворюється шляхом додавання відповідної частки в кінці слова. Питання володіння можуть бути виражені шляхом утворення складного слова або ж послідовним зазначенням осіб (перша з них є отримувачем, а друга — власником). Так само дієслово не змінюється відповідно категорій часу, виду (аспекту), способу чи особи, з цією метою використовуються префіксація, інфіксація, допоміжні частки та редуплікація. Як і у випадку з іменниками, за дієсловами в реченні йдуть їхні модифікатори. Час та спосіб дії можна виразити частками, прислівниками або зрозуміти з контексту.

## Синтаксис
Порядок слів у реченні: Підмет — Присудок — Додаток. Типова кхмерська фраза має таку структуру (в дужках необов'язкові елементи): Іменник + (Дієслово) + (Числівник) + (Класифікатор) + (Демонстратив). Головний іменник стоїть на початку речення. За іменником та дієсловом зазвичай ідуть відповідні модифікатори. Прийменники й інші визначальники стоять після означуваного слова. Вони, а також порядок слів вказують на синтаксичні зв'язки.
Прийменник або іменник, що граматично виступає як прийменник, стоїть перед іменником. Після дієслова може стояти іменник, і таким чином утворюється дієслівна група. Кілька дієслів, іноді з іменником, що стоїть між ними, утворюють серіальну дієслівну конструкцію, в якій два чи більше дієслів можуть перебувати в різних семантичних зв'язках. В кінці речень, щоб указати на знайомство або повагу, а також наміри мовця, використовуються різні частки.
Інтонація в кхмерській мові служить для вираження різних емоцій, що йдуть від мовця: хвилювання, гнів, підозра, страх, сум, сарказм, акцент (підкреслювання) тощо. Вона робить зміст речення зрозумілішим. Інтонація визначається підйомом чи зниженням висоти голосу. В більшості випадків рівень голосу знижується в кінці речення, але в питальних речення він навпаки підвищується.

## Лексика
Особливістю кхмерської мови є використання різних слів залежно від статусу співрозмовника. Всього існує п'ять соціальних стилів. Різні варіанти дієслів, іменників, що позначають частини тіла, та займенників вживаються в розмовній мові між простим людом, у шанобливій мові, коли говорять про людей королівської крові й коли говорять про ченців. У чужинця може скластися враження, що люди розмовляють різними мовами.
Кхмерська належить до найперших мов Південно-Східній Азії, які зазнали індіанізації. Спочатку індуїзм, а згодом буддизм надали кхмерській мові численні запозичення відповідно із санскриту та палі. Особливо багато їх у лексиці з релігійної, адміністративної та культурної сфер. Також у результаті багатовікових контактів взаємного впливу зазнали кхмерська та тайська мови, й, як наслідок, в обох напрямках відбувалися лексичні запозичення. Тому кхмерська мова набула багато рис тайської мови й містить багато тайської лексики. У період французького панування було запозичено багато французьких слів, вони стали частиною розмовної кхмерської мови, серед них медичні та технічні терміни. У розмовній мові також є невелика кількість китайських та в'єтнамських запозичень.

## Писемність
Мова використовує своє власне кхмерське письмо, яке походить від південноіндійського варіанту писемності брахмі, що використовувався династією Паллавів. Кхмерська абетка дуже нагадує тайську та лаоську, які походять від неї. В Таїланді кхмерська мова використовує також тайське письмо. Напрямок написання — зліва направо горизонтальними лініями.
Кхмерська писемність силабо-фонетична. Вона є абугідою або консонантно-складовою абеткою, тобто кожен приголосний має невід'ємну інгерентну голосну.
Кхмерський алфавіт є найбільшим у світі. Він складається з 72 літер. 33 приголосні літери поділяються на 2 ряди, кожен зі своєю невід'ємною голосною (/a/ або /ɔ/). Більшість приголосних має підписну форму, яка використовується для запису другого приголосного в кластері й розташовується під першим приголосним. Для позначення голосних, відмінних від невід'ємних, використовується 12 символів незалежних голосних та декілька діакритичних знаків. Вони пишуться зверху, знизу, перед або після приголосних. Кхмерська мова використовує діакритичні знаки для скорочення голосного, перетворення приголосного першого ряду на приголосний другого ряду й навпаки, а також у певних словах, запозичених з палі або санскриту.
Незважаючи на зусилля стандартизувати письмову кхмерську мову, багато слів мають більше одного прийнятого написання.
Існує кілька способів транслітерації кхмерської мови латиницею, але узгодженої системи немає.
65 % населення Камбоджі у віці старше 15 років вміє читати й писати кхмерською. В Таїланді лише близько 1000 осіб можуть читати кхмерською мовою, а писати нею — близько 100 осіб. Для більшості кхмерів у цій країні писемною мовою є тайська.